# Nationalpark Dwingelderveld
Der Nationalpark Dwingelderveld ist ein Schutzgebiet im Zentrum der Provinz Drenthe, unweit der Hauptstadt dieser Provinz, Assen in den Niederlanden. Es wurde 1991 ausgewiesen und ist 37,66 km² groß. Der Park umfasst das größte Heide-Feuchtgebiet Westeuropas.
Im Gebiet des Nationalparkgebietes erstrecken sich Heideareale, mit mehr als fünfzig Seen und Tümpeln, Flugsandflächen sowie Waldgebiete. Quer durch den Nationalpark führen Wege für Wanderer und Radfahrer, teilweise auf Holzpfaden über sumpfiges Gelände. Das Informationszentrum des Nationalparks Dwingelderveld befindet sich nahe Bendersen.